# Jean Van Silfhout
Jean Van Silfhout (* 2. Mai 1899 in Sint-Amandsberg; † 29. Januar 1942 in Gent) war ein belgischer Ruderer.

## Karriere
Van Silfhout startete bei den Olympischen Sommerspielen 1920 in der Regatta im Vierer mit Steuermann schied jedoch mit seiner Crew bereits im Vorlauf aus. In den Folgejahren gewann er in der gleichen Bootsklasse bei den Europameisterschaften 1920 in Mâcon die Silbermedaille und 1921 in Amsterdam die Bronzemedaille im Achter.
Bei seiner zweiten Olympiateilnahme 1924 trat er in der Achter-Regatta an. Jedoch schaffte er es auch dieses Mal nicht mit seiner Crew über den Vorlauf hinauszukommen.

## Familie
Sein Neffe war der niederländische Schwimmer, Wasserballspieler und Ruderer Jean-Baptiste van Silfhout.